# Puente de Piedra (Riga)
El Puente de Piedra (en letón Akmens tilts) es un puente ubicado en Riga. Fue denominado Puente de Octubre (Oktobra tilts) hasta 1992.